# Gemeiner Silberner Fruchtvampir

Verbreitungsgebiet des Gemeinen Silbernen Fruchtvampirs

Der Gemeine Silberne Fruchtvampir (Artibeus glaucus) ist eine Fledermausart aus der Gattung der Eigentlichen Fruchtvampire. Er ist in niedrigen bis mittleren Höhen der Anden eine häufige Art.

## Merkmale
Der Gemeine Silberne Fruchtvampir hat eine Kopfrumpflänge von 4,3 bis 6,2 cm, eine Vorderarmlänge von 3,8 bis 4,4 cm und ein Gewicht von 10 bis 14 g. Damit gehört die Art zu den etwas größeren der allgemein sehr kleinen Vertreter der Untergattung Dermanura. Das Fell ist dunkelbraun, dunkler als das der meisten Fruchtvampir-Arten. Die Streifen im Gesicht und die gelbe Ränderung von Nase und Ohren sind undeutlich, was ein Unterscheidungsmerkmal zu Artibeus bogotensis mit kräftigerer Streifung ist.

## Verbreitung und Lebensraum
Man findet die Art in den Staaten Ecuador, Peru und Bolivien in mittleren Höhen der Anden zwischen 200 und 1200 m, selten bis 2000 m. Lebensraum sind sowohl tropische Regenwälder als auch Bergwälder und Kulturwälder. Hier ernährt sie sich von Früchten der Baumkronenregion.

## Bedrohung und Schutz
Die Weltnaturschutzorganisation IUCN listet den Gemeinen Silbernen Fruchtvampir als least concern (nicht gefährdet), da er weit verbreitet und häufig und unempfindlich gegen Veränderungen der Lebensräume ist.

## Systematik
Innerhalb der Gattung der Eigentlichen Fruchtvampire wird die Art der Untergattung Dermanura zugerechnet, in der die kleineren Arten gruppiert sind. Gelegentlich wird Dermanura in den Rang einer eigenen Gattung erhoben, dann heißt die Art Dermanura glauca. Erst im Jahr 2008 wurde Artibeus glaucus in zwei Arten aufgespalten: Die in Kolumbien lebenden Vertreter mit hellerem Fell und deutlich sichtbarer Gesichtsstreifung wurden in die neue Art Artibeus bogotensis ausgelagert, während als Artibeus glaucus nur noch die Individuen von Ecuador und Peru südwärts galten. Der Gemeine Silberne Fruchtvampir ist die Schwesterart einer gemeinsamen Klade aus der neuen Art Artibeus bogotensis und dem Kleinen Silbernen Fruchtvampir; diese drei Arten zusammen bilden die Schwestergruppe des Andersen-Fruchtvampirs.